# Telesquí

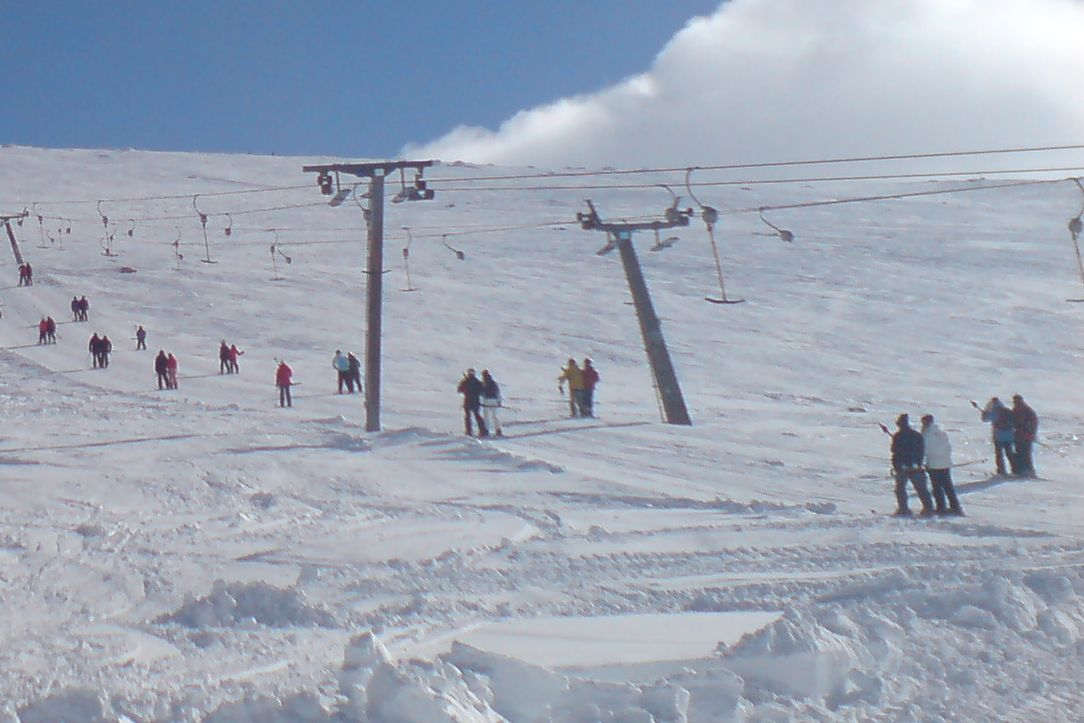
Telesquí en Åre (Suecia).

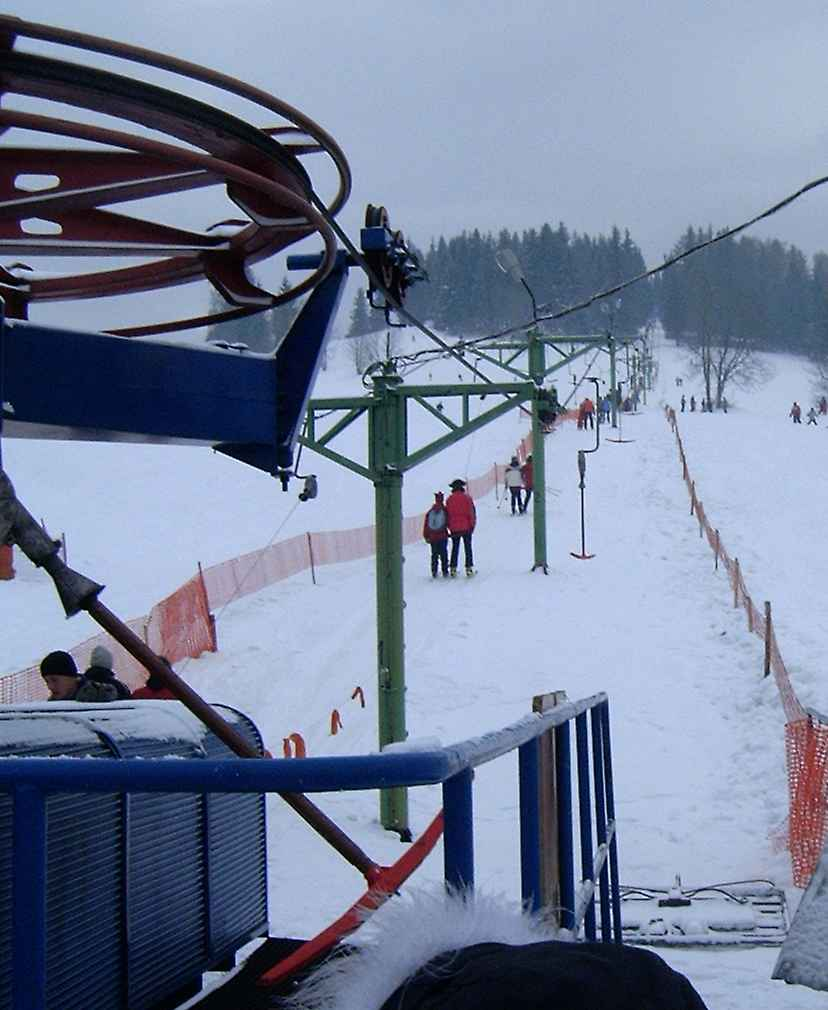
Telesquí en Poronin (Polonia).

Un telesquí, también llamado telearrastre, remonta pendientes o T-bar es un sistema mecanizado de transporte, para arrastrar esquiadores y practicantes de snowboard cuesta arriba, a lo largo de un tramo de la ladera de una montaña.
Fue inventado en 1908 por Robert Winterhalder en la Selva Negra (Alemania). Y se le conoce por varios nombres, como telesilla, "elevadores Poma" (debido a que la empresa Poma fue la que los popularizó), téléski en Francia, remonte o sciovia en Italia.  Por lo general es empleado en pendientes poco pronunciadas en grandes centros de esquí. 

## Funcionamiento
El sistema, de mecanismo similar al funicular aunque sin vías, consiste en un cable de acero aéreo que es impulsado por una serie de ruedas, y propulsado por un motor en un extremo. Adosado a este cable, cuelgan una serie de varas (o cables de iguales características al primero) verticales y equidistantes, en cuyo extremo inferior cuenta cada cual con un plato o bandeja (en la actualidad generalmente de material plástico) que se coloca entre las piernas, de modo que la persona se siente izada cuesta arriba. Un error común de los esquiadores primerizos es intentar sentarse en el plato, lo que resulta en un cambio de su centro de gravedad que provoca su caída.
Los practicantes de snowboard se deben colocar el plato detrás de la parte superior de su pierna delantera. Un error común de estos es sostenerlo más o menos a la altura del pecho sólo con sus brazos, lo cual es agotador y hace más difícil el equilibrio.